# Rezervația naturală Șaptebani
Șaptebani este o rezervație naturală silvică în raionul Rîșcani, Republica Moldova. Este amplasată în ocolul silvic Rîșcani, parcelele 62D și 63D. Are o suprafață de 17 ha. Obiectul este administrat de Întreprinderea silvică Glodeni.

## Caracteristici geografice
Sectorul protejat este situat la nord-est de satul Șaptebani, pe un versant cu expoziție nordică și nord-estică. Altitudinea constituie 210-215 m. Solul este cenușiu de pădure.

## Diversitate floristică
Aria naturală „Șaptebani” reprezintă o pădure cu arborete natural fundamentale de gorun (Quercus petraea), populată abundent de tei (Tilia tomentosa, Tilia cordata) și într-o măsură mai mică de frasin (Fraxinus excelsior). Este atribuită la categoria „ecosisteme forestiere de gorun, stejar și fag”. Au fost identificate 103 specii de plante vasculare, cinci dintre care sunt rare: clocotișul (Staphylea pinnata), lăcrămioara (Convallaria majalis), dumbrăvița (Epipactis helleborine), trei-răi (Hepatica nobilis) și crinul-de-pădure (Lilium martagon).

### Arbori
Arboretele din „Șaptebani” este atribuit, după proveniență, la categoria de arboreturi natural fundamentale. Sunt de productivitate mijlocie. Arborii maturi au răsărit în anii 1930. Înălțimea lor curentă este de 21 m, iar diametrul mediu al tulpinii constituie 24 cm. Volumul masei lemnoase era, în 2007, 221 m³/ha, cu o creștere anuală de 7 m³/ha.
Au fost identificate 13 specii de arbori:
- Acer campestre L.
- Acer platanoides L.
- Acer negundo L.
- Acer tataricum L.
- Cerasus avium (L.) Moench
- Carpinus betulus L.
- Fraxinus excelsior L.
- Malus sylvestris Mill.
- Pyrus pyraster Burgsd.
- Quercus petraea (Mattuschka) Liebl.
- Quercus robur L.
- Tilia cordata Mill
- Tilia tomentosa Moench

### Arbuști
Stratul de arbuști este alcătuit din 12 specii:
- Cornus mas L.
- Corylus avellana L.
- Crataegus curvisepala Lindm.
- Euonymus europaea L.
- Euonymus verrucosa Scop.
- Prunus spinosa L.
- Rosa canina L.
- Rubus caesius S.
- Sambucus nigra L.
- Staphylea pinnata L.
- Swida sanguinea (L.) Opiz.
- Viburnum lantana L.

### Ierburi
Gradul de acoperire cu ierburi variază în dependență de etapa de vegetație. Primăvara devreme, până la apariția frunzelor pe copaci, înfloresc viorelele (Scilla bifolia), brebeneii (Corydalis solida), grâușorul (Ficaria verna). Urmează lăcrămioarele, iar către sfârșitul lunii mai gradul de acoperire cu ierburi constituie 20-35%.
Populația de ierburi cuprinde 78 de specii:
- Aegonychon purpureo-caeruleum (L.) Holub
- Ajuga reptans L.
- Alliaria petiolata (Bieb.) Cavara et Grande
- Anemonoides ranunculoides (L.) Holub
- Anthriscus  (L.) Hoffm.
- Arctium lappa L.
- Arctium tomentosum Mill.
- Asarum europaenum L.
- Asparagus tenufolius L.
- Astragalus glycyphillos L.
- Astragalus onobrychis L.
- Brachypodium sylvaticum (Huds.) Beauv.
- Bromopsis benekenii (Lange) Holub
- Campanula bononiensis L.
- Campanula rapunculoides L.
- Campanula trachelium L.
- Carex brevicollis DC
- Carex cespitosa L.
- Carex pilosa Scop.
- Chelidonium majus L.
- Cirsium arvense (L.) Scop.
- Clematis vitalba L.
- Convallaria majalis L.
- Corydalis solida Clairv.
- Dactylis glomerata L.
- Epipactis helleborine (L.) Crantz.
- Erigeron podolicus Bess.
- Ficaria verna Huds.
- Fragaria vesca L.
- Galeobdolon luteum Huds.
- Galium aparine L.
- Galium mollugo L.
- Geranium robertianum L.
- Geum urbanum L.
- Glechoma hirsuta Waldst. et Kit.
- Hepatica nobilis Mill.
- Hypericum perforatum L.
- Iris graminea L.
- Lamium album L.
- Lamium purpureum L.
- Lapsana communis L.
- Lathyrus niger L.
- Lathyrus sylestris L.
- Leonurus cardiaca L.
- Lilium martagon L.
- Lysimachia nummularia L.
- Melampyrum nemorusum L.
- Melica picta K. Koch.
- Melica uniflora L.
- Mercurialis perennis L.
- Plantago major L.
- Poa nemoralis L.
- Polygonatum latifolium Desf.
- Polygonatum multiflorum (L.) All.
- Primula veris L.
- Prunella vulgaris L.
- Pulmonaria mollis Sulf. ex Hornem
- Pulmonaria obscura Dumoirt.
- Ranunculus auricomus L.
- Scilla bifolia L.
- Scrophularia nodosa L.
- Scrophularia altissima L.
- Sedum maximum (L.) Hoffm.
- Sonchus arvensis L.
- Stachys sylvatica L.
- Stellaria holostea L.
- Symphytum officinale L.
- Taraxacum officinale Wigg.
- Thalictrum minus L.
- Urtica dioica L.
- Urtica urens L.
- Veratrum nigrum L.
- Veronica chamedris L.
- Veronica hederifolia L.
- Vincetoxicum hirundinaria Medik
- Viola hirta L.
- Viola mirabilis L.
- Viola reichenbachiana Jord.

## Statut de protecție
Aria protejată Șaptebani este o suprafață reprezentativă de pădure de gorun și stejar pedunculat, valoroasă datorită compoziției floristice și peisagistice.
Delimitarea curentă de 17 ha a ariei naturale a fost făcută prin Hotărîrea Sovietului de Miniștri al RSSM din 8 ianuarie 1975 nr. 5, când aceasta a fost declarată arie protejată de păduri valoroase și luată sub protecția statului. Statutul de protecție a fost reconfirmat prin Legea nr. 1538 din 25 februarie 1998 privind fondul ariilor naturale protejate de stat, în anexele căreia pădurea este atribuită la categoria „Rezervații naturale, a) silvice”.
Pădurea este traversată de drumul republican R7 Costești–Soroca, care este o sursă de poluare. Pentru ameliorarea situației ecologice, se recomandă limitarea accesului oamenilor în aria protejată. Întru optimizarea conservării diversității vegetale, unii specialiști de la Grădina Botanică (Institut) a Academiei de Științe a Moldovei propuneau, în 2007, soluționarea, în cadrul lucrărilor de reconstrucție ecologică, a corespondenței arboretelor la condițiile stațiunii.